# Emiru
Emiru，本名艾米莉·申克（Emily Schunk，中文名為恩慈，1998年1月3日—），是一位美国實況主、YouTuber和Cosplay扮演者。她最為人熟知的是在Twitch直播遊戲內容，特別是在職業生涯早期以《英雄聯盟》為主，後來轉向其他類型的遊戲以及Cosplay的實況直播。截止至2024年11月26日，她的帳號已累積超過160萬名追隨者。她同時是遊戲組織One True King的共同持有者及內容創作者。

## 個人
1998年1月3日出生於堪薩斯州威奇托。 她於2021年10月搬到德克薩斯州奧斯汀。

## 外部連結
- Emiru的Twitch频道
- Cloud9 bio 的存檔，存档日期August 17, 2022，.